# Paddy Miller
Paddy Miller (ur. 1947 w Kapsztadzie, zm. 14 września 2018 w Barcelonie) – profesor IESE Business School, konsultant w dziedzinie przywództwa i charyzmatyczny mówca.

## Życiorys
Jest absolwentem (B.A.) University of South Africa/Universiteit van Suid-Afrika (Philosophy and Literature) oraz MBA na University of Cape Town. Uzyskał doktorat na IESE Business School. 
W 1984r. dołączył do grona wykładowców IESE Business School na wydziale Zarządzania Ludźmi w Organizacji, wykładając na jej kampusach na całym świecie. W latach 1991–1995 był dyrektorem studiów doktoranckich. W 2008 Visiting Professor na Columbia Business School.   
W latach 2013–2015 Visiting Professor China Europe International Business School (CEIBS). Od 2016 mieszkał w Hongkongu.
W swojej pracy badawczej interesował się zagadnieniami przywództwa, innowacyjności i zarządzania zmianą. Jego książka opublikowana w roku 2013 Innovation as Usual: How to Help Your People Bring Great Ideas to Life, napisana razem z Thomasem Wedell-Wedellsborg i opublikowana przez  Harvard Business Review Publishing doczekała się również wydania polskiego: Architekci Biznesu Innowacyjności (Deloitte i wyd. Stdio Emka, 2014).
Był cenionym doradcą biznesowym wielu firm na świecie, wśród nich takich jak: Visteon, Bulgari, IBM, Henkel, Lufthansa, Volkswagen, Caterpillar, the United Nations FAO, Standard Life Scotland, Sun Microsystems and AWI Canada. Był cenionym prelegentem programów executive education zarówno w USA jak i w Europie. Wykładał w szkołach biznesu Uniwersytetu Harvarda, Uniwersytetu Michigan, Uniwersytetu Kapsztadzkiego oraz University of Virginia.
Prof. Miller wielokrotnie odwiedził Polskę, prowadząc wykłady w programie IESE AMP Warsaw. W roku 2016 wystąpił podczas European Excutive Forum w Warszawie.

## Publikacje
Miller opublikował wiele artykułów w Financial Times oraz Harvard Business Review. Jest autorem książki Mission Critical Leadership opublikowanej w McGraw-Hill (2001).

## Linkowania zewnętrzne
- Paddy Miller: The Evolution of Leadership, Youtube, eng.